# 杏子ゆう
杏子 ゆう（あんず ゆう、1989年2月5日 - ）は、日本のAV女優・ストリッパー。

## 略歴・人物
2011年にAVデビュー。多数の女優が出演する作品への出演が多い企画女優である。
2011年9月11日に新宿ニューアートにてストリップデビュー。

## 出演作品

### アダルトDVD

#### 2011年
- 働くオンナ獲り 【モデル系の八頭身OLをハメ廻せ!!】 vol.9（10月1日、プレステージ）
- 口マ●コ 2 オンナの顔には性器がある 6人の口マン・・・生挿入（10月20日、レイディックス）
- キャットスーツの虜 03（10月20日、プールクラブ・エンタテインメント）
- 昼下がりの淫ら妻 若妻に生中出し 2（10月22日（レンタル）/11月18日（セル）、クリスタル映像）
- 私は痴女 狂喜乱舞（11月12日（レンタル）/12月2日（セル）、クリスタル映像）
- イキ顔選手権・絶頂実況中継 【三】（12月2日、祝詞）
- 修学旅行の引率中に無防備にも野ションしてしまう女教師（12月8日、アイエナジー）
- ザ・筆おろし 58（12月10日（レンタル）/2012年1月6日（セル）、クリスタル映像）
- 偽訪問販売 世田谷営業所 旦那の留守中を狙って若奥様のご自宅に訪問しスケベ根性で口説き落とせ!（12月10日、ホットエンターテイメント）
- 完全ガチ交渉！街で噂の、ウブな看板娘を狙え! Volume 02 in新宿（12月22日、プレステージ）

#### 2012年
- ママチャリで通勤するミニスカスーツのOL（1月7日、アイエナジー）
- 【盗撮】逗●海岸周辺（1月7日、ドッグアイ）
- くすぐり男受け! Vol.3 くすぐりサークル編（1月13日、アキバコム制作部）
- 究極の回春癒しエステ 〜一日一名様限定VIPコース（1月13日、アロマ企画）
- 人事部から流出した転職活動ファイル 3（1月13日、BAZOOKA）
- ベロ汁が絡み合う 接吻・鼻舐めレズ 2（1月16日、アイリング）
- 愛しあうレズ おげれつレズビアン（1月16日、アイリング）
- ショック! 家では超まじめで有名進学校に通う僕のお姉ちゃんは実はヤリマンだった! しかも、優等生そうに見える姉の友達もみんなヤリマンだから、姉の部屋（僕と相部屋）に遊びに来ては二段ベッドの上からエッチに僕を誘惑し、喰われまくっています。（1月19日、Hunter）
- 初めてのエステで失禁するほど感じてしまった私・・・。（1月19日、ATOM）
- Team Red 杏子ゆう（1月25日、赤・青・黄）
- 陸上レオタードSEX 4（1月27日、アキバコム制作部）
- 面接ドキュメント 通りすがりのAV女優 3 美巨乳小娘ゆきずりSEX回遊編（1月28日、HMJM）
- 働くお姉さんのデカ尻についムラムラ・・・ 2（1月28日（レンタル）/2月17日（セル）、クリスタル映像）
- 欲求不満の若妻と他人男が一緒にAV観賞したらどうなる!?（2月1日、なめこDX）
- 立ちクンニされながら質問に答える女 【十】（2月3日、祝詞）
- 屋外レズ（2月3日、ヤブサメ）
- 「もう目が離せない!フニャチンから勃起するまでの一部始終を見てしまった看護師に言葉はいらない!」 VOL.2（2月9日、DANDY）
- 本番幼ロリ専門生中出し失禁ヘルス（2月10日、First Star）
- ディープレズビアン 〜禁断同棲〜（2月11日（レンタル）/3月2日（セル）、クリスタル映像）
- SOFT ON DEMAND “リアルお仕事シリーズ”完全版 ‘癒し’のお仕事感謝祭（2月23日、SODクリエイト）
- 義父を寝取る妻全記録（3月2日、ドッグアイ）
- もう一度見たいリクエストコラボスペシャル 女子アナに顔射!×女子アナの穴に中出し 2（3月8日、ROCKET）
- 麗しの美人OL 拡大版6時間（3月9日、BAZOOKA）
- 美人セラピストの神の指先 至極のフェザータッチ性感エステ その3（3月13日、アロマ企画）
- MOODYZファン感謝祭 バコバコバスツアー2012 小悪魔痴女たちの誘惑大乱交SP（3月13日、MOODYZ）
- 一度でいいから見てみたい! 姉貴がカメラマンに脱がされるところ（3月20日、スターパラダイス）
- お漏らし絶頂! 素人娘の自画撮り淫語オナニー（3月22日、アイエナジー）
- 伊香保温泉で見つけたお嬢さん タオル一枚男湯入ってみませんか?（3月22日、SODクリエイト）
- 超悶絶! 蟻の門渡り責め（3月25日、アロマ企画）
- 物凄い激顔射!（4月1日、ワンズファクトリー）
- MOODYZファン感謝祭 うらバコバコバスツアー2012 補欠者救済?プロジェクト!!（4月1日、MOODYZ）
- 年の離れたダンナを持つ若妻は、セックスレスで夜中にこっそり家を抜け出し、量販店のアダルトグッズコーナーでまさかのオナニー!それでも満足できない発情妻は、近くにいる男性にこっそり求めてド淫乱絶頂!!2度目のセックスまで求めてきた!!（4月5日、Hunter）
- 街角ガールズ 「あなたのキス顔を見せて下さい」てなぐあいでナンパしちゃいました。 6（4月5日、SWITCH）
- 夜這い 〜夫の横で感じる人妻〜（4月7日、桃太郎映像出版）
- アナルレズ（4月9日、アイリング）
- ブライダルエステ 寝取り盗撮 マリッジブルーにつけ込むイケメンエステティシャン（4月15日、スターパラダイス）
- プレミアム 代官山メンズエステ（4月20日、ピーターズ）
- 入籍後すぐに始められる、カンタン不倫術（4月27日、BALTAN）
- サラリーマンの秘密基地 素人敏感専門学校生生中出し 57（4月30日、プラム）
- 指入れオナニー（5月1日、ワンズファクトリー）
- 本当に知らなかったんです・・・浴室の扉を開けたら生着替え中の娘の友達がこんなにボインで成熟していたなんて・・・突然訪れたおいしい出来事にお父さんは娘に内緒で久しぶりに勃起した一物を披露してしまいました・・・ 3（5月10日、ブリット）
- 全国風俗案内所 ヤレると噂の風俗体験レポート 〜渋谷編〜（5月11日、BAZOOKA）
- 手と手を重ねて一緒に手コキ（5月13日、アロマ企画）
- ぬるべちょレズビアン（5月18日、虎堂）
- 馬乗りディープスロート（5月25日、アロマ企画）
- サウナレディのお仕事 全身密着洗体スペシャル（6月7日、SODクリエイト）
- 整体院へ行ったら予想外に可愛い施術師がいて手を出してしまった俺（6月21日、AKNR）
- 素人若妻ガチナンパ4時間スペシャル 厳選!ドスケベ奥さま編（6月22日、おかず。）
- CANDY AND WHIP 新感覚・M性感クラブ（6月22日、セブン）
- 指一本触れずに僕を発射へ追い込むお姉さんのエロい囁きとチラリズム（6月25日、アロマ企画）
- 女子校生（秘）危険ダンス（7月3日、ラマニア）
- お下品女子校生 おマンこすりつけオナニー（7月3日、ラマニア）
- 全身鳥肌の超絶快感! 乳首パウダーエロティック性感エステ（7月13日、アロマ企画）
- 女子校生の強制射精地獄（8月5日、フリーダム）
- ロリータレズエステ VOL.9（8月18日、虎堂）
- 田舎娘は人生で初めて他人に「覗かれてるかも…SEX」をMM号で初体験！恥じらいながらも癖になる刺激の虜になり、発情田舎娘は「オカワリSEX」をせがんできた!! 2（8月23日、SODクリエイト）
- Love Story's 〜スウィート・リンクス〜（8月24日、ラ・コビルナ）
- 包帯少女 参 抵抗できない6人のオンナたち（8月25日、プールクラブ・エンタテインメント）
- 不謹慎な場所でオナニー 「ディルド」を手放せない女たち（8月25日、サイドビー）
- メイド放尿 〜顔騎されたうえに無理やり小便を飲まされるM男（9月5日、フリーダム）
- ムチムチタイトスカートバス 2（9月6日、ディープス）
- 彼女に試そうと隠していた媚薬を姉が勝手に使って僕の部屋で発情 2（9月6日、ROCKET）
- 娘の家庭教師の腋に発情してしまった俺（10月6日、AKNR）
- OLのストッキングコキ（10月18日、稀有）
- 微かに聞こえる喘ぎ声に目を覚まし発情した女が近づいてきた!! ・・・さてどうなる?（11月8日、AKNR）
- 高学歴高身長女性 陰湿臭い責め 女同士の猥褻淫靡な苛めに終わりはない（11月11日、BLACK LABEL）
- 嬲棄山 16（11月20日、MAD）